# Pseudocopris lunaticeps
Pseudocopris lunaticeps är en skalbaggsart som beskrevs av Gillet 1910. Pseudocopris lunaticeps ingår i släktet Pseudocopris och familjen bladhorningar. Inga underarter finns listade i Catalogue of Life.